# Otto-Hahn-Gymnasium (Gifhorn)
Die Europaschule Otto-Hahn-Gymnasium ist ein Gymnasium in Gifhorn im gleichnamigen Landkreis in Niedersachsen.

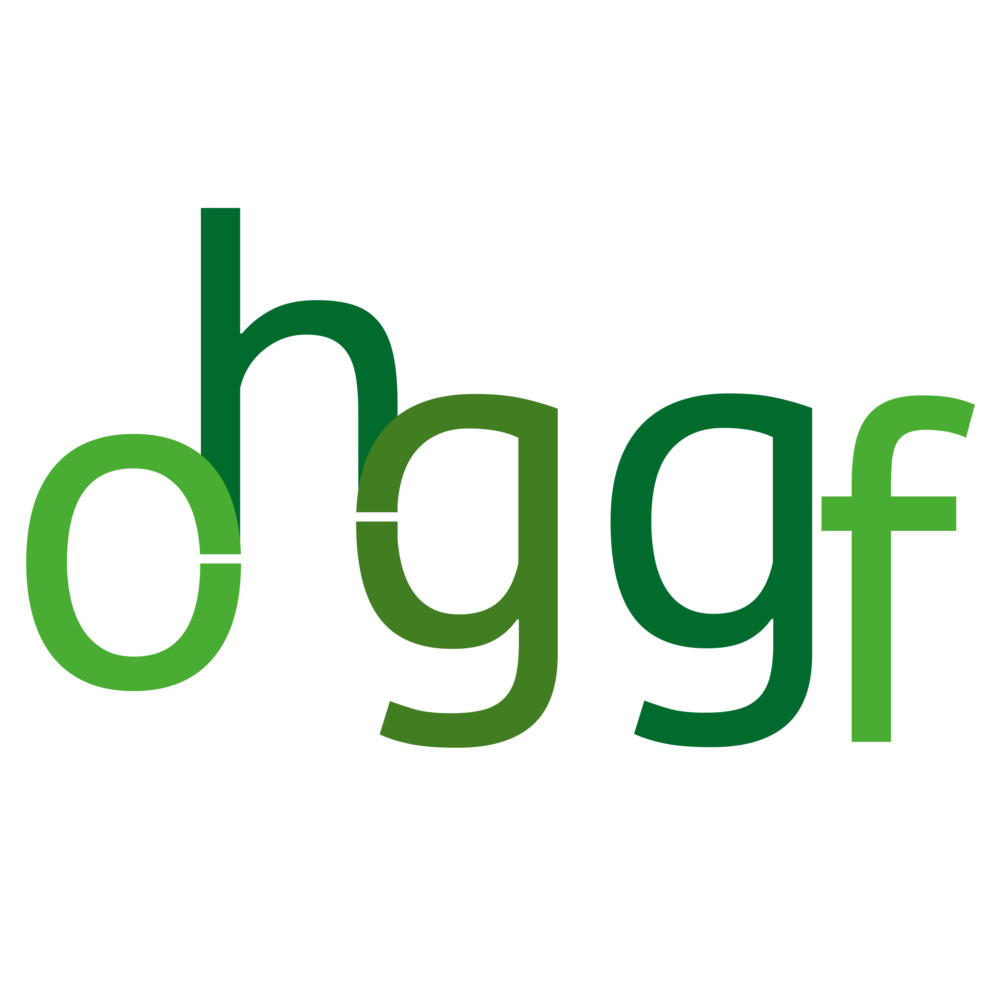

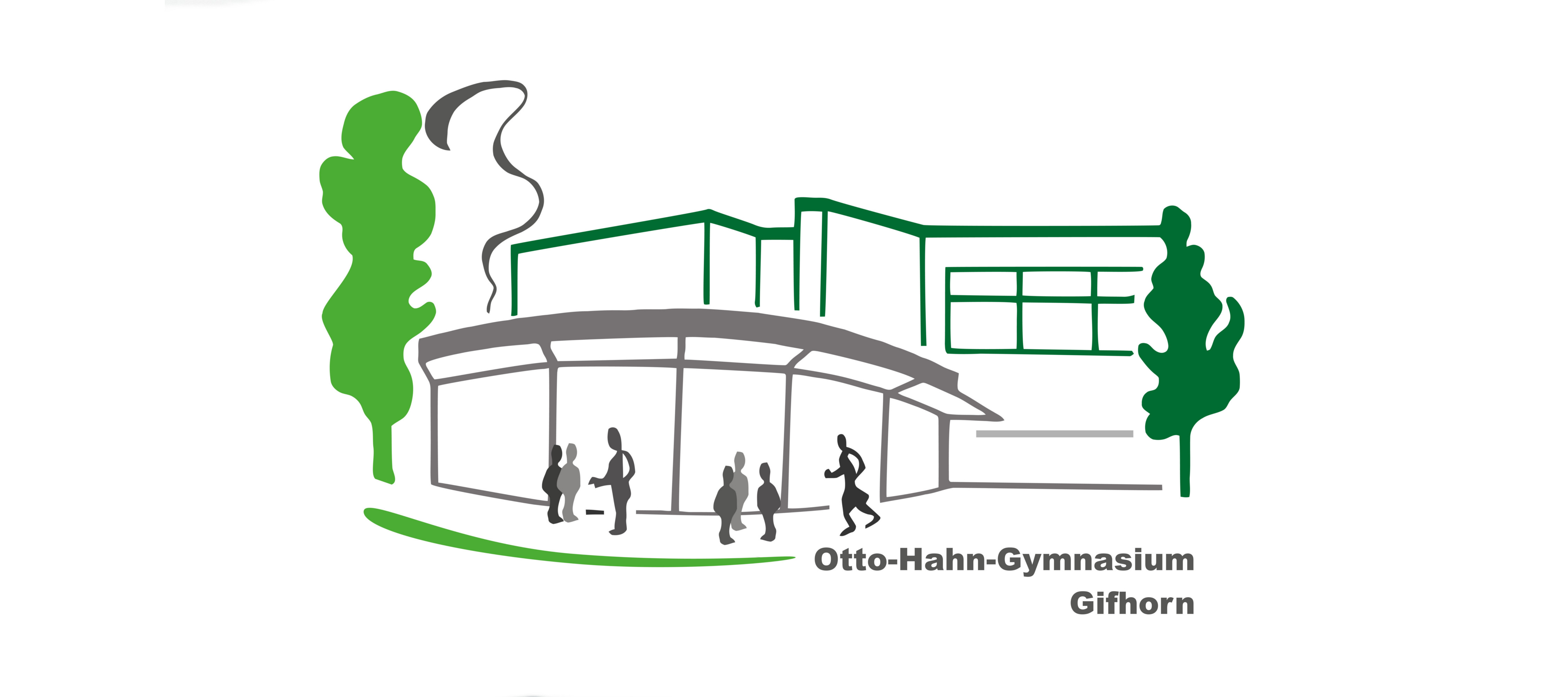

## Geschichte
Das Otto-Hahn-Gymnasium wurde im Jahr 1950 als „Höhere Privatschule Gifhorn“ gegründet und war das erste Gifhorner Gymnasium. 1954 wurde die Schule in eine öffentliche Schule umgewandelt und 1969 nach dem deutschen Chemiker und Nobelpreisträger Otto Hahn benannt.
Wegen hoher Schülerzahlen wurde die Schule 1979 geteilt: Für die eine Hälfte der Schüler wurde in Gifhorn das Humboldt-Gymnasium neu gegründet.
Das erste Schuljahr bestritten 1950 zwei fünfte und eine sechste Klasse mit zusammen 70 Schülern und drei Lehrern. Im Jahr 2005 besuchten die Schule 1512 Schüler, die von etwa 110 Lehrern und Referendaren unterrichtet wurden. Im Schuljahr 2016/2017 sind es 873 Schüler und 84 Lehrer und Referendare.

## Profil
Das Otto-Hahn-Gymnasium darf aufgrund der europäischen Ausrichtung seiner Bildungsarbeit seit 1997 die Bezeichnung „Europaschule“ führen. Zu den europäischen Aktivitäten zählt beispielsweise ein 1978 begonnener Schüleraustausch mit Partnerschulen in Frankreich, zunächst über Jahrzehnte in Lens und anschließend in Rioz.
Zur Unterstützung spezieller Interessen bietet das Otto-Hahn-Gymnasium seinen Schülern die Wahlmöglichkeit von Schwerpunktklassen an: Im mathematisch-naturwissenschaftlichen Schwerpunkt werden Inhalte der Mathematik und der naturwissenschaftlichen Fächer vertieft. Zudem werden fächerverbindendes Lernen, Experimentieren sowie Lernen außerhalb der Schule gefördert. Im bilingualen Schwerpunkt werden Sachfächer wie Geschichte, Erdkunde und Politik auf Englisch unterrichtet.
Die Schule ist Mitglied im Kooperationsverbund Gifhorner Schulen zur Förderung hochbegabter Schülerinnen und Schüler und zeichnet einzelne Schüler mit dem Excellencelabel Certilingua für mehrsprachige, europäische und internationale Kompetenzen aus.
2003 und 2005 wurde die Schule „Umweltschule in Europa“. 2010 überreichte Bundespräsident Horst Köhler der Arbeitsgemeinschaft Umwelt und Solar für ihr Projekt „Solar for One World“ im Schloss Bellevue in Berlin den Deutschen Klimapreis der Allianz-Umweltstiftung. Gewürdigt wurde damit der Einsatz für Klimaschutz und Ressourcenschonung, die Errichtung schuleigener Solaranlagen sowie die Initiierung von Solarprojekten in Uganda und Tansania.
Als Arbeitsgemeinschaften (AG) werden angeboten Chinesisch und Russisch, Business-English, DELF (Diplôme d’Etudes en langue française), Model United Nations (MUN) sowie ein Schulsanitätsdienst.
Die Schule ist eine offene Ganztagsschule.

## Ehemalige Schüler
- Bernward Vesper (1938–1971), deutscher Schriftsteller
- Bodo Lecke (1939–2018), Germanist
- Elke Lehrenkrauss (* 1979), deutsche Filmemacherin und bildende Künstlerin
- Volker Ratzmann (* 1960), Rechtsanwalt und Politiker von Bündnis 90/Die Grünen
- Sabrina Janesch (* 1985), deutsche Schriftstellerin
- Imke Byl (* 1993), Politikerin von Bündnis 90/Die Grünen

## Ehemalige Lehrer
- Kurt Oskar Buchner (1912–1994), deutscher Schriftsteller